# 飛田本通商店街

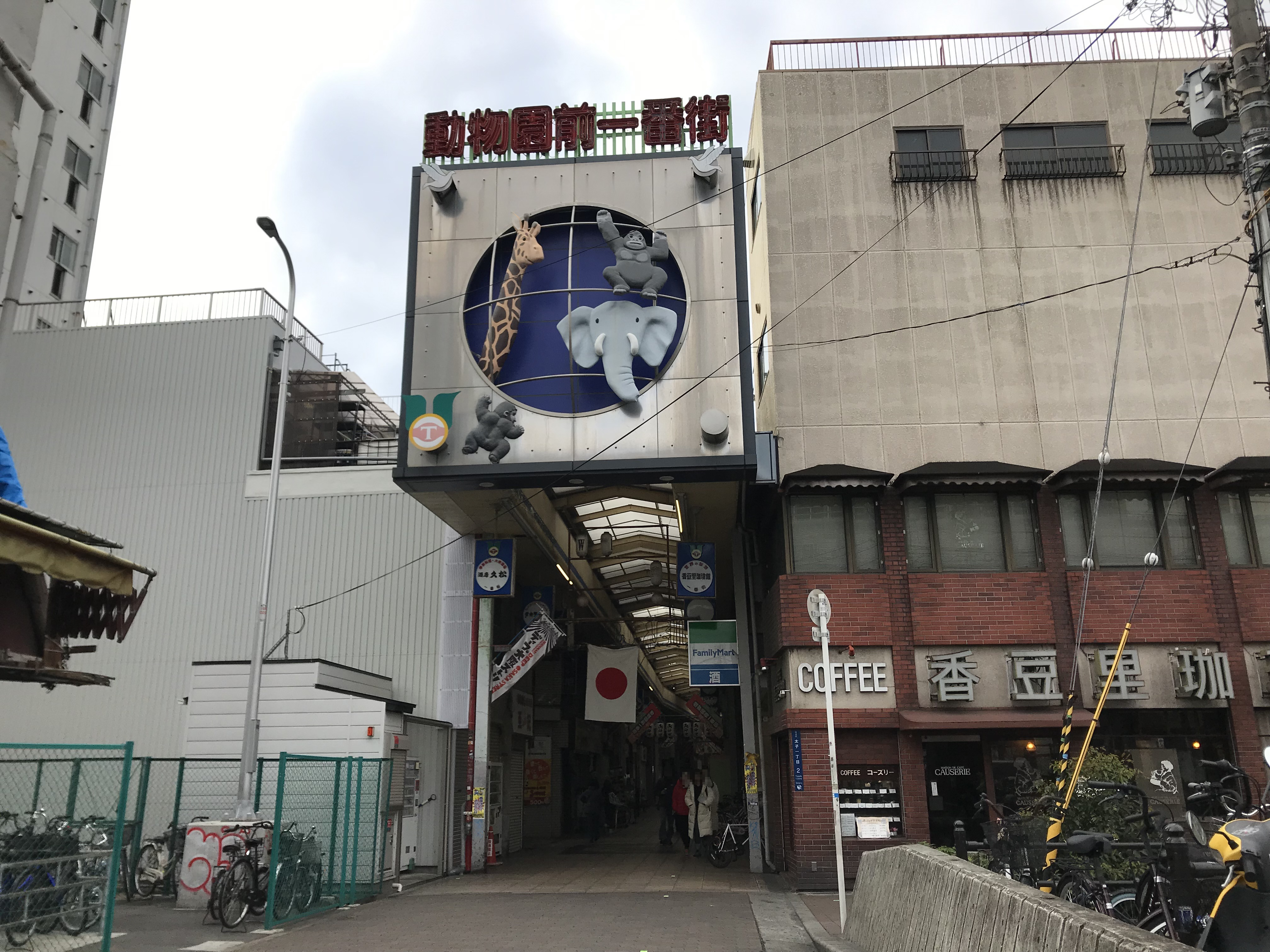
動物園前一番街

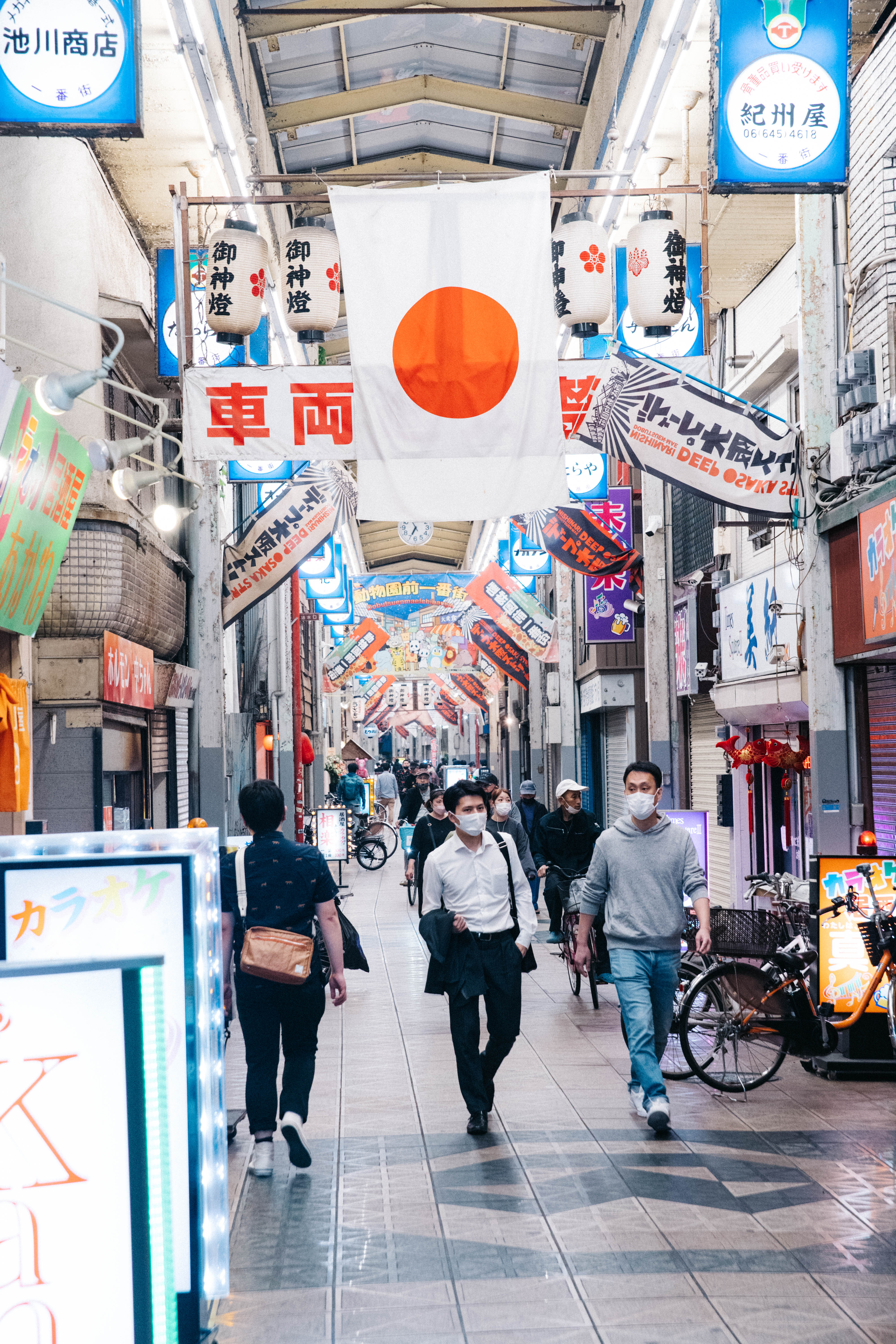
2022年4月撮影

飛田本通商店街（とびたほんどおりしょうてんがい）は、大阪市西成区太子と同区山王の境界を通るアーケード商店街。愛称は「動物園前一番街・二番街」。

## 概要
位置は、街路の東側が西成区山王1丁目、西側が同区太子1丁目となる。
浪速区の新世界・ジャンジャン横丁から都市計画道路の尼崎平野線を挟んだ南側を南北に走る通り。商店街北側が動物園前一番街で、旧南海天王寺支線踏切跡から南側が二番街となる。途中、東西に走る山王市場通商店街、新開筋商店街などと交差しており、これら商店街と半ば一体化した商業地域を構成している。アーケードが切れる飛田新地の大門跡以南は飛田本通新栄会とさらに名称が変わる。
展開している店舗は、主に喫茶店や食堂、衣料品店など。スーパー玉出も店舗を構えている。

## 歴史
1916年（大正5年）に飛田遊廓が開業し、すでに歓楽街として賑わいを見せていた新世界（ジャンジャン横丁）から続く道筋に自然発生的に商店が増えたのが商店街の起こりである。
1931年（昭和6年）に南海天王寺支線の大門通駅が商店街近くに開業（1949年廃止）。交通の便がよくなったことで飛田遊廓へ向かう客が増え、道筋にある飛田本通商店街も隆盛を極めた。1938年（昭和13年）には地下鉄御堂筋線動物園前駅も開業し、さらに繁栄していく。
だが、1958年（昭和33年）に施行された売春防止法によって、飛田遊廓は（表向きは）廃業したことになったため、商店街の客足は減少。1961年（昭和36年）に起こった釜ヶ崎暴動が追い打ちをかけ、北隣の新世界とともに「怖い街」と認知されるようになっていった。
1984年（昭和59年）に南海天王寺支線の飛田本通駅が旧大門通駅付近に開業したが、1993年に廃止された。廃線跡はフェンスで覆われたままである。
近年、新世界は観光地化し、従来のイメージから脱却しつつあるが、飛田本通商店街は町並みもあまり変わることなく、今日に至っている。

## 備考
大正10年に創業した食堂「南自由軒」も存在したが、最近移転してなくなった。
商店の組合は、「飛田本通商店街振興組合」である。最近は組合の取り組みによりサイエンスカフェが運営されている。

## 交通
- OsakaMetro（御堂筋線・堺筋線）動物園前駅2番出口
- JR大和路線（関西本線）・大阪環状線・南海電気鉄道 新今宮駅東口